# Institut La Persagotière
L'Institut La Persagotière est une école d'enseignement spécialisée pour jeunes sourds et malentendants située à Nantes, en France, installée depuis le milieu du XIXe siècle dans le château de la Persagotière.
Renommé Institut Public Ocens depuis 2020 à la suite de la fusion avec l'Institut Les Hauts-Thébaudières de Vertou, il accueille aussi désormais un public de jeunes déficients visuels et d'enfants atteints de trouble du spectre de l'autisme, de troubles du langage et d'autres troubles du comportement.

## Localisation
Depuis 2021, l'institut se trouve dans le quartier Nantes Sud, au no 2 rue René Dunan, non loin des bords de la Sèvre Nantaise et de l'hôpital Saint-Jacques. Auparavant, il se situait au no 30 rue Frère-Louis.

## Historique

### Fondation de l'École Dunan, rue Crébillon

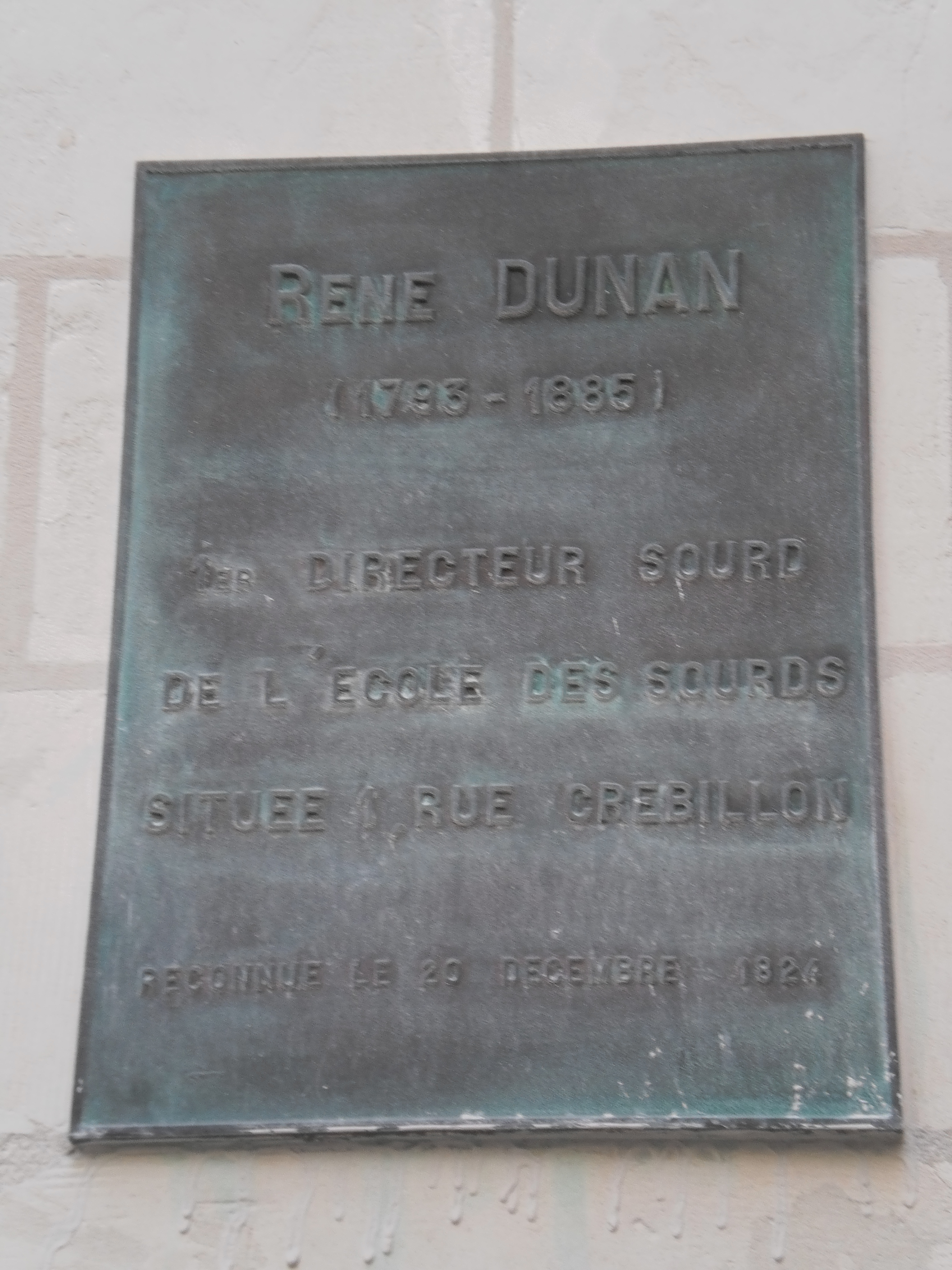
Plaque commémorative de la rue Crébillon (Nantes)

Autour de 1820, le pédagogue nantais et sourd Henri Dunan (1793-1885), lui-même formé à Paris et à Auray par Roch-Ambroise Cucurron Sicard dit « l'abbé Sicard » (disciple et successeur de l'abbé de L'Épée), assure la formation d'une douzaine de sourds dans sa maison natale, au 1 rue Crébillon, où ses parents tiennent une épicerie.
En décembre 1824, le conseil municipal de Nantes s'intéresse à son œuvre et en 1826, lui accorde une subvention crédit de cinq cents francs. René Dunan présente le projet de fondation d'une véritable institution pour les sourds-muets, car sa maison devient insuffisante pour héberger les élèves qui sont, pour les garçons, accueillis à l'hospice du Sanitat tandis que les filles sont placées à la Maison de la Providence sous la surveillance des sœurs de la Sagesse, sous le contrôle éducatif de René Dunan.
Dès 1827, les Frères de Saint Gabriel s’occupent seuls du quartier des garçons.

### Institution départementale des sourds-muets, hospice général Saint-Jacques
En 1833, le Conseil Général fonde dix bourses départementales et approuve le projet d'utiliser le pavillon d'une ancienne abbaye de bénédictins : le prieuré Saint-Jacques dans le village de Pirmil, transformé à cette époque en hospice pour vieillards, orphelins et aliénés, comprenant une chambre pour l'instituteur, une salle de classe et deux dortoirs de 12 à 15 élèves.
Vers 1834-1835, la municipalité de Nantes obtient du conseil général de la Loire-Inférieure le transfert de l'école à l'Hospice général de Saint-Jacques qui vient d'être construit. Le statut officiel de l'école devient alors, le 1er août 1835, celui d'une « institution départementale ». L'école n'accueille encore qu'une douzaine d'enfants.
L'administration des hospices de Nantes envisage, en 1842, de développer l'œuvre de René Dunan, qui est toujours seul à enseigner et pour qui la situation devient de plus en plus difficile malgré sa volonté de continuer.  En 1842, il s'avère que Henri Dunan maltraite certains élèves. L'administration envisage de lui trouver des successeurs : la commission des hospices et le conseil général prend la décision de l'évincer, et en 1843, l'école est réorganisée : les garçons de l'école sont confiés aux Frères de Saint Gabriel, et sont rejoints par les boursiers du Finistère, du Morbihan et de la Vendée ;  les filles de l'école partent à Auray chez les Sœurs de la Sagesse de l'Institut de Sourds-Muets.
Le 11 octobre 1843, la Préfecture congédie René Dunan de ses fonctions d'enseignant et de directeur. Le Conseil municipal demande l'ouverture de nouveaux crédits pour l'installation des trois Frères capables d'enseigner aux sourds-muets. Benjamin Giraudet (Frère Ildefonse) succède à Henri Dunan à la direction de l'école, de 1843 à 1846, puis Dieudonné Gaborit (Frère Emmanuel) de 1846 à 1850.
Les locaux de Saint-Jacques deviennent bientôt insuffisants : les Frères cherchent un autre établissement.

### La Persagotière

#### Installation de l'institut àLa Persagotière
En 1850, Louis-Augustin Cailleau (Frère Louis), frère de la congrégation de Saint-Gabriel, devient directeur de l'école. Les locaux de Saint-Jacques deviennent bientôt insuffisants : les Frères cherchent un autre établissement. Louis-Augustin Cailleau obtient de la municipalité de Ferdinand Favre, maire de Nantes, l'achat, pour la somme de 95 000 Francs, du domaine de La Haute Robertière, dans les quartiers Sud de Nantes, et rebaptisé pour l'occasion La Persagotière. Ce lieu, proche de l'hôpital Saint-Jacques, est pourvu d'un vaste espace qui convient aux besoins des élèves. Les 35 élèves y sont transférés le 16 novembre 1856,,.
Au moment de l'achat du domaine par le conseil général du département de la Loire-Inférieure, celui-ci était la propriété d'un négociant nantais, Anselme Bridon, qui fut maire de Pont-Saint-Martin (entre 1830 et 1838).
Henri Dunan rencontre le nouveau directeur Louis-Augustin Cailleau (Frère Louis), dont la générosité permet à Dunan de s'installer dans une chambre du nouvel institut, où il bénéficie de soins attentifs. Dunan y profite d'une longue et paisible vieillesse, et meurt le 7 mai 1885 dans sa maison, au no 20 du « chemin de Vertou » (actuelle rue Frère-Louis), près des bords de la Sèvre Nantaise, non loin l'institut.
Sous la houlette du Frère Louis, La Persagotière va connaître un développement considérable sur son terrain : création d'un potager, d'une vigne, plantation d'arbres fruitiers (le Frère Louis crée une variété de poires : la poire René Dunan), fleurs (le Frère Louis est passionné d'horticulture), prairies artificielles avec de la luzerne, installation de vaches fournissant du lait pour les élèves, achat d'un âne pour tirer une carriole, installation d'une basse-cour, de ruches et d'un élevage de lapins. Les élèves participent à tous ces aménagements. De nouveaux bâtiments sont construits, pour accueillir toujours plus d'élèves. En 1873, l'une des deux orangeries du lieu est transformée en chapelle.
En septembre 1880, le congrès de Milan censure la langue des signes et privilégie l'oralisme. Cet interdit durera près d'un siècle, jusqu'à ce que Simone Veil, alors ministre des Affaires sociales et de la Santé, le lève partiellement en 1977. L'oralisme était déjà utilisé à La Persagotière, mais cela implique une réorganisation des classes, moins d'élèves, et la construction d'un bâtiment supplémentaire.

#### Institution départementale des sourds-muets et jeunes aveugles de La Persagotière
Après 40 années à la tête de La Persagotière, le Frère Louis meurt en janvier 1890 ; ses funérailles solennelles sont suivies par près de deux mille personnes. Antoine Constantin (Frère Privat) lui succède, avec pour première tâche de créer une nouvelle section pour enfants aveugles, projet cher au Frère Louis. En 1891, La Persagotière accueille quatre premiers élèves et deux enseignants aveugles. L'école devient donc l'Institution départementale des sourds-muets et jeunes aveugles de La Persagotière. Des travaux d'agrandissement sont nécessaires : une nouvelle aile est construite. Deux nouveaux bâtiments sont construits de chaque côté du château, en remplacement de bâtiments précédents, et de la chapelle actuelle. Il y a alors, au début du XXe siècle, plus de 70 élèves à La Persagotière.
En 1914, au moment du début de la Première guerre mondiale, l'institution est vide car ses les élèves sont en vacances : elle est réquisitionnée pour devenir l'hôpital complémentaire n° 6. La Persagotière reçoit alors les blessés de guerre (devenant un centre de chirurgie nerveuse notamment), puis des malades de la grippe espagnole en 1918. Durant les quatre ans de guerre, les élèves ne retourneront pas à l'institution, privés de cours et d'enseignants dont certains seront mobilisés. Pendant et après la guerre, sous la direction d'Alexandre Lemesle (Frère Benoît), un centre de rééducation pour soldats devenus aveugles sera créé à La Persagotière, pour leur enseigner le braille et les former à divers métiers (chaiserie, vannerie, brosserie, accordeurs de pianos et d'harmonium, dactylographie, téléphonie...). D'autres soldats devenus sourds, muets ou bègues seront également rééduqués à La Persagotière. 4492 malades et mutilés de guerre seront traités à La Persagotière, qui est ainsi placée comme le premier centre de rééducation de France.
En 1918, les élèves sont de retour à La Persagotière. L'eau courante et l'électricité y a été installée pendant la guerre, apportant un nouveau confort. Dans les années 1920-1930, La Persagotière s’agrandit en rachetant des terrains voisins (Les Perrières), et de nouveaux apprentissages se développent : menuiserie, métallurgie, reliure, cordonnerie, serrurerie, peinture. L'école se modernise : achat d'une automobile, organisation de kermesses mémorables à l'époque (avec défilés, spectacles, animations sportives, stands, théâtre, concerts, thématiques) à but caritatif durant tout le XXe siècle, création d'une amicale d'anciens élèves, et parution d'un journal : Écho de famille, devenu aujourd'hui L'Écho magazine, créé en 1908 par Alexandre Lemesle (Frère Benoît) lorsqu'il était encore à Poitiers.
En 1924, l'école fête son centenaire : on inaugure un monument érigé devant la porte d'entrée principale du bâtiment central : un buste du Frère Louis en granit, posé sur un haut socle. La rue passant devant l'école sera par la suite rebaptisée Rue Frère-Louis.
En 1939, la Seconde Guerre mondiale éclate, et René Cariou (Frère Antoine de Jésus) succède au vieillissant Alexandre Lemesle (Frère Benoît). La rentrée scolaire de 50 sourds et 30 aveugles a lieu, mais deux semaines plus tard, La Persagotière doit redevenir un hôpital (se spécialisant en psychiatrie et neurologie) pour les blessés de guerre, que les élèves vont côtoyer, malgré le manque de place. Des baraquements sont construits. L'école se vide de ses enseignants, qui sont mobilisés.
En 1943, Nantes est bombardée, La Persagotière est menacée : enfants et enseignants doivent fuir et sont évacués au château de La Louisière, aux Herbiers, en Vendée. En août 1944, les Américains sont à Nantes et libère la ville. René Cariou (Frère Antoine de Jésus) revient à La Persagotière, qui est dans un état épouvantable (un tunnel a été creusé sous le château, des rails et des blocs de pierres sont entassés), et échappe à un incendie peu après.
Après la guerre, La Persagotière se reconstruit : un nouvel atelier couture voit le jour. En 1949, Joseph Allaire (Frère Aristide-Marie) devient le nouveau directeur. Dans les années 1950, des sorties, des voyages et des pèlerinages sont organisés, notamment à Pornic, où l'institution possède une belle propriété à La Joselière (villa Sainte-Anne), cadeau d'une bienfaitrice en 1923. En 1955, l'institut accueille quatre religieuses venues d'Angers, dont deux infirmières. En 1956, La Persagotière fête son centenaire.
À la rentrée 1971, La Persagotière, qui n'accueillait que des garçons depuis 1843, redevient mixte en accueillant des petites filles sourdes.
À partir de 1975, les Frères qui prennent leur retraite sont progressivement remplacés par des laïcs. Le dernier partira en 1999.

### Création de l'InstitutLes Hauts-Thébaudières, à Vertou
En 1974, Yvon Garrec (Frère Yvon-Marie), professeur depuis 1940, devient directeur. Cette année-là, toute la section des aveugles quitte le site de La Persagotière pour s'installer à Vertou, sur le site des Hauts-Thébaudières, concédé par la mairie de Vertou à l'institut.
En 1975, La Persagotière doit commencer à prendre son autonomie pour devenir un établissement public : Frère Yvon-Marie doit créer de nouveaux services comme le centre d'action médico-sociale précoce ou l'intégration en milieu scolaire normal.
L'institut Les Hauts-Thébaudières, lui, va évoluer indépendamment de La Persagotière, de 1974 à 2020, accueillant des enfants déficients visuels, ainsi que des enfants autistes et déficients mentaux. L'institut emploiera plus de 260 professionnels en 2020.

### Institut PublicOcens

#### Rapprochement de La Persagotière et des Hauts-Thébaudières
La Persagotière continue d'accueillir des enfants déficients auditifs, ainsi que des enfants ayant des troubles du langage (aphasie, dyslexie, dysphasie, dyspraxie) et autres troubles "dys" (dysorthographie, dyscalculie, dysgraphie), de l'attention (TDAH), ou du comportement. 
À La Persagotière, Yvon Garrec (Frère Yvon-Marie) en est encore le directeur jusqu'en 1982. Lui succèdent Jean-Claude Kermarrec de 1982 à 1993, Stéphane Urbanczyk de 1993 à 2004, Jean Briens (par intérim) en 2004, et Fanny Sallé depuis 2005.
À la suite de la loi pour l'égalité des droits et des chances, la participation et la citoyenneté des personnes handicapées (2005) et la Loi d'orientation et de programmation pour la refondation de l'École de la République (2013), les deux instituts ne sont plus des écoles, mais des instituts d'aide à l'inclusion scolaire : les élèves sont scolarisés dans des écoles normales, épaulés par des enseignants spécialisés (dispositif ULIS (Unité Localisée pour l'Inclusion Scolaire)).
Dès le début des années 2010, l'institut Les Hauts-Thébaudières, installé à Vertou depuis 1974, envisage de quitter le site de 17 hectares qu'elle occupe depuis quatre décennies dans la campagne de Vertou, à environ 2,3 km du bourg, et qui n'est pas desservi par les transports en commun. Situé en bordure de la Sèvre Nantaise, le terrain pentu est jugé à présent inadapté par la direction de l'établissement qui accueille des enfants parfois lourdement handicapés se déplaçant en fauteuil roulant. De plus, la vétusté des locaux datant des années 1970 engage chaque année des frais de fonctionnement et d'entretien conséquents.
L'idée naissante du rapprochement entre La Persagotière et Les Hauts-Thébaudières s'inscrit dans les orientations nationales portées par l'Agence Régionale de Santé avec quatre objectifs :
- la mutualisation des moyens (permettant notamment de soutenir la relocalisation immobilière des activités de l'Institut les Hauts-Thébaudières) ;
- l'amélioration de la qualité et de la diversité de l'offre de services et de parcours ;
- le renforcement de l'expertise développée dans le champ des déficiences sensorielles et du langage, des troubles du spectre autistique ainsi que dans celui du secteur spécifique de la petite enfance ;
- le développement des capacités d'innovation et du pouvoir d'agir du secteur public.

#### Nouveaux bâtiments
En 2012, un projet de réaménagement du site de La Persagotière est lancé. L'institut quitte les bâtiments qu'il a occupé pendant 160 ans, pour une nouvelle structure située à proximité immédiate, et dont l'édification débute en 2014 et est inaugurée en septembre 2015.
En 2018, le chantier de réaménagement du site de La Persagotière est entamé pour un achèvement complet prévu fin 2021. L'ensemble des anciennes constructions sont démolies (y compris le gymnase), et le site dépollué. Seuls le château (maison de maître) (protégé et inscrit au patrimoine nantais) et la chapelle sont conservés et sont rénovés pour s'inscrire dans le projet paysagé,.
Cet aménagement donne naissance à un nouveau lotissement composé de plusieurs ensembles immobiliers (collectifs) à usage d’habitations portant le nom de "Domaine de la Persagotière". De plus, la ville de Nantes s'étant portée acquéreuse d'une partie du site, elle participe à l'aménagement en y intégrant un parc et un jardin publics donnant sur la Sèvre Nantaise. L'idée étant d'inscrire dans le paysage de ce nouvel aménagement une "coulée verte" s'étalant du haut du domaine vers son contrebas avec une ouverture progressive sur les rives de la rivière.
En 2021, ce projet crée 300 à 400 logements (dont 20 % de logements sociaux),.
En 2023, un deuxième bâtiment, accueillant une partie des services des Hauts-Thébaudières, est inauguré.

#### Naissance de l'Institut PublicOcens
Le 1er janvier 2020, La Persagotière fusionne avec Les Hauts-Thébaudières, constituant donc un "retour aux sources" pour le second institut qui s'en était détaché à la suite de la scission de 1974 de la précédente Institution départementale des sourds-muets et jeunes aveugles de La Persagotière : les deux instituts donnent ainsi naissance à une nouvelle entité commune : l'Institut Public Ocens, dirigée par Fanny Sallé, déjà directrice de La Persagotière depuis 2005.
En 2023, une partie des services des Hauts-Thébaudières liés à la déficience visuelle est transférée dans les nouveaux bâtiments de La Persagotière. Les Hauts-Thébaudières seront définitivement déménagées vers 2026-2028.
l'Institut Public Ocens est de nos jours un institut médico-social public, régi par les dispositions de la loi 2002.2 rénovant l’action sociale et médico-sociale. Il accueille toujours des jeunes sourds et malentendants, des jeunes aveugles et malvoyants, des jeunes ayant des troubles du langage (aphasie, dyslexie, dysphasie, dyspraxie, dysorthographie, dyscalculie, dysgraphie), des jeunes autistes et déficients mentaux, et des enfants ayant des troubles de l'attention (TDAH), ou du comportement, avec ou sans handicap associé.
En plus de ses deux sites à Nantes (La Persagotière et Route de Clisson) et à Vertou (Les Hauts-Thébaudières), l'Institut Public Ocens se déploie aussi sur le département de la Loire-Atlantique avec deux antennes à Saint-Nazaire et à Châteaubriant et, à partir de la rentrée 2024, à Nort-sur-Erdre, et vers 2026-2028 à Saint-Sébastien-sur-Loire.

### Historique des directeurs
- 1824-1843 : René Dunan (né le 13 novembre 1793 à Nantes et mort le 7 mai 1885 à Nantes)
- 1843-1846 : Benjamin Giraudet (Frère Ildefonse) (né à Saint-Vincent-Sterlanges (Vendée))
- 1846-1850 : Dieudonné Gaborit (Frère Emmanuel)
- 1850-1890 : Louis-Augustin Cailleau (Frère Louis, né le 7 janvier 1823 à Treize-Vents (Vendée) et mort le 14 janvier 1890 à Nantes)[19],[8]
- 1890-1918 : Antoine Constantin (Frère Privat, né le 4 mai 1855 à Tauves (Puy-de-Dôme) et mort le 20 novembre 1921 à Sanremo (Italie))[20]
- 1918-1939 : Alexandre Lemesle (Frère Benoît, né le 8 mai 1895 à Préfailles et mort le 28 septembre 1939 à Nantes)[8],[21]
- 1939-1949 : René Cariou (Frère Antoine de Jésus, né le 16 septembre 1881 à Quimper (Finistère))
- 1949-1974 : Joseph Allaire (Frère Aristide-Marie, né le 4 avril 1902 à Crossac et mort le 14 novembre 1975 à Saint-Laurent-sur-Sèvre (Vendée))[22]
- 1974-1982 : Yvon Garrec (Frère Yvon-Marie, né le 10 septembre 1922 à Loctudy (Finistère) et mort le 19 novembre 2005 à Thouaré-sur-Loire)
- 1982-1993 : Jean-Claude Kermarrec
- 1993-2004 : Stéphane Urbanczyk
- 2004-2004 : Jean Briens (intérim)
- depuis 2005 : Fanny Sallé[23]

Source : René Legal, Origines et Histoire de la Persagotière, Nantes, Airelles éditions, 2013, 195 p. (ISBN 979-10-90014-06-0, présentation en ligne).

## Architecture

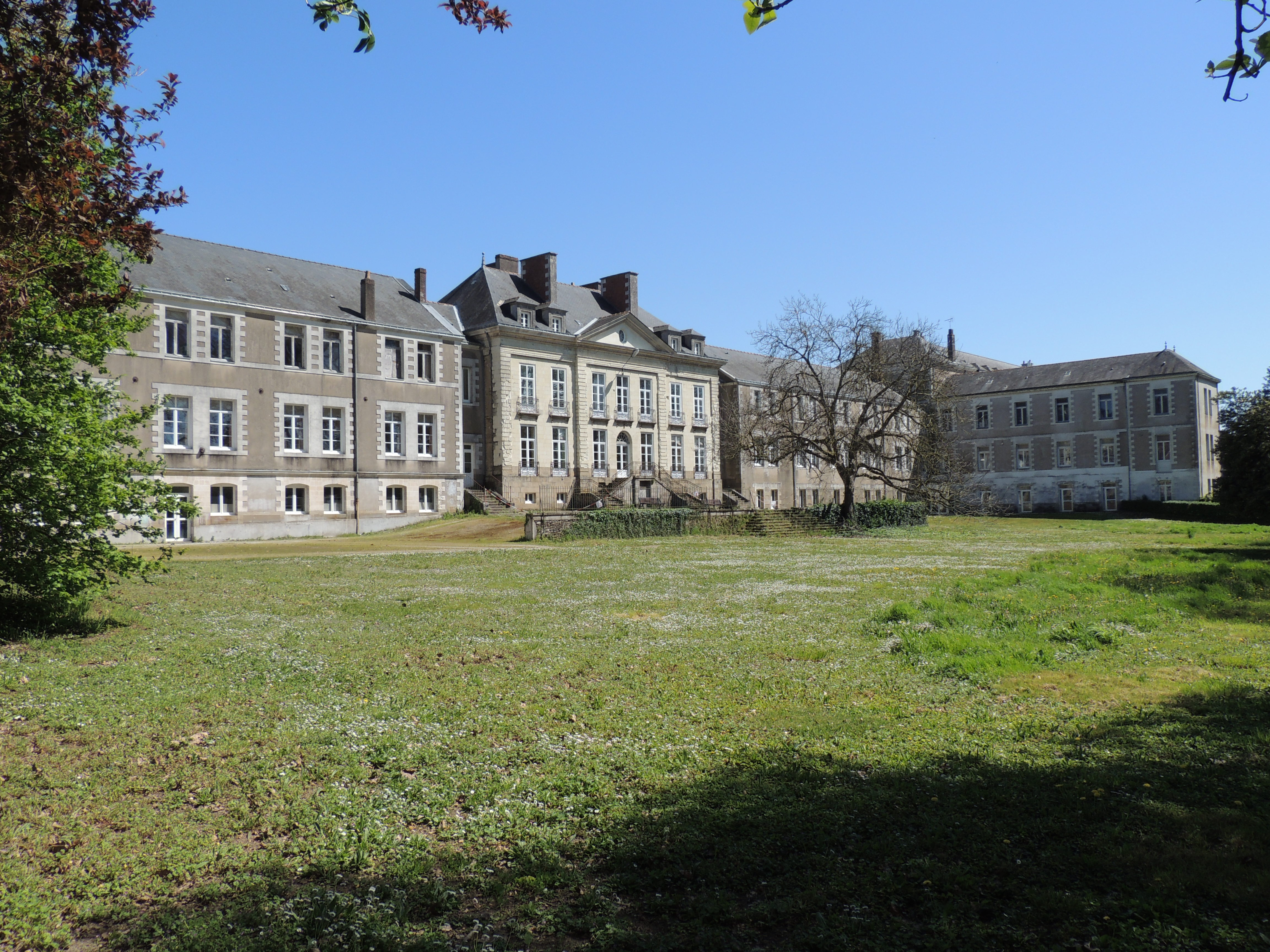
Vue d'ensemble des bâtiments (façade sud-ouest).

La surface existante de l'ensemble des bâtiments de l'institut est de 12 000 m2, construit sur un espace foncier de 4,23 hectares.

### Le château
Le château, situé au cœur du site, est protégé et inscrit au patrimoine nantais.
Le bâtiment sert de décor pour une scène du film Cessez-le-feu d'Emmanuel Courcol, sorti en 2017.

### La chapelle
La chapelle, se trouvant à une soixantaine de mètres à l'ouest du château, a vu sa construction commencée en 1856 à l'emplacement d'une orangerie. Elle fut inaugurée en 1873. Même s'il a validé le projet en tant qu'architecte du département, la contribution à l'ouvrage de Saint-Félix Seheult, n'est pas certaine. Son inscription au patrimoine nantais dans le cadre du projet de restructuration du site est prévue.

## Galerie

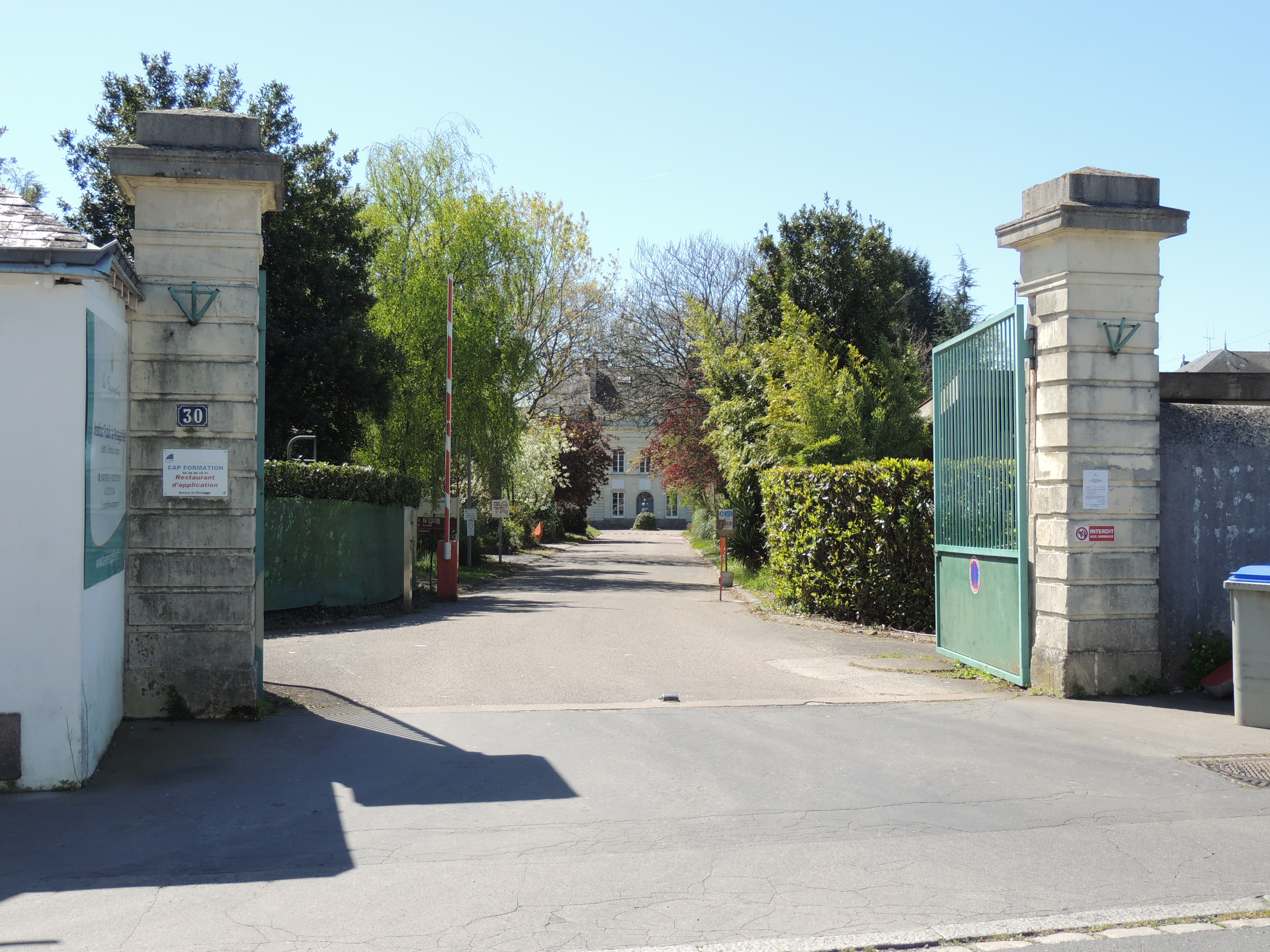
Portail et allée centrale
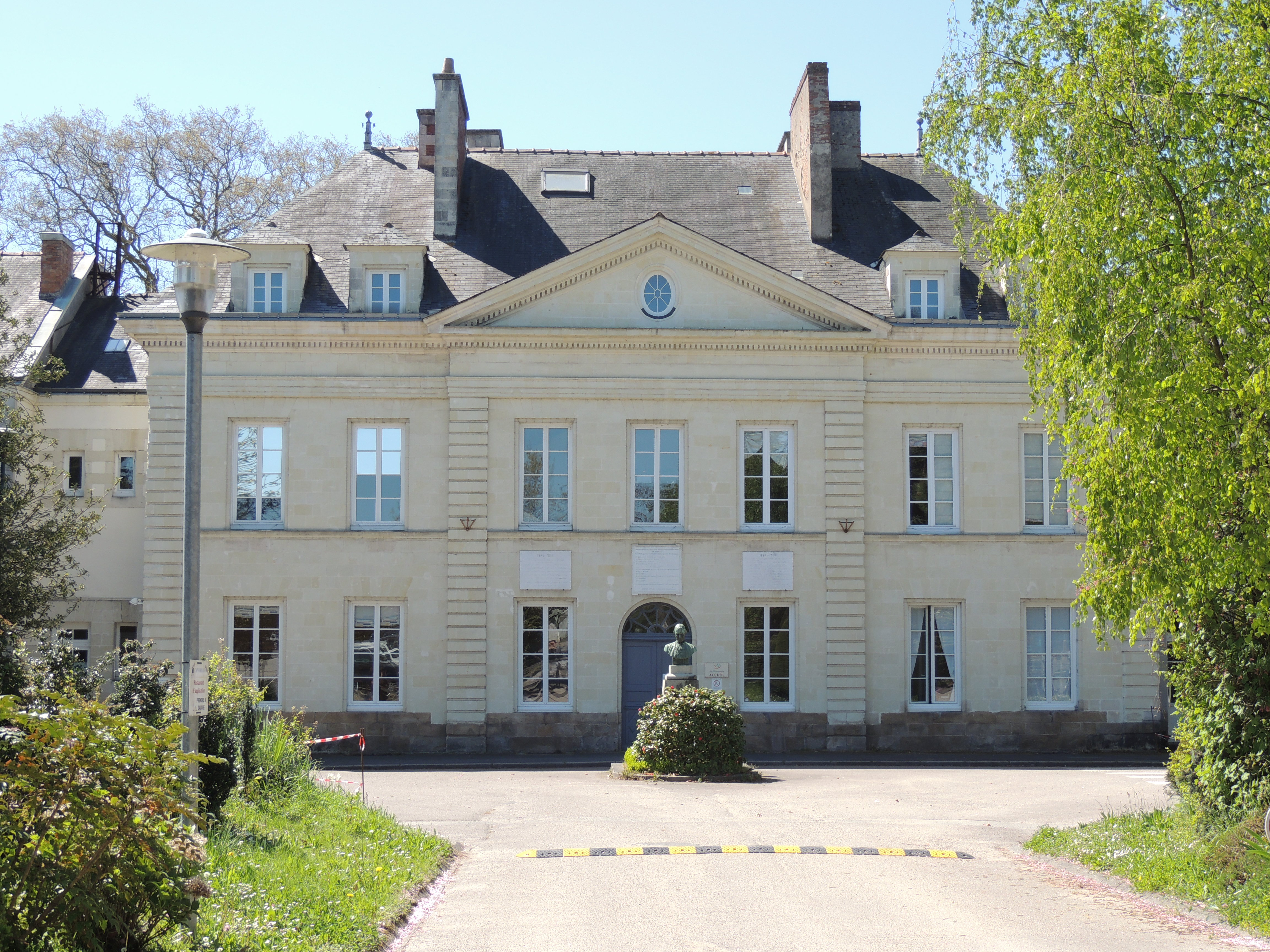
Château : Façade nord-est
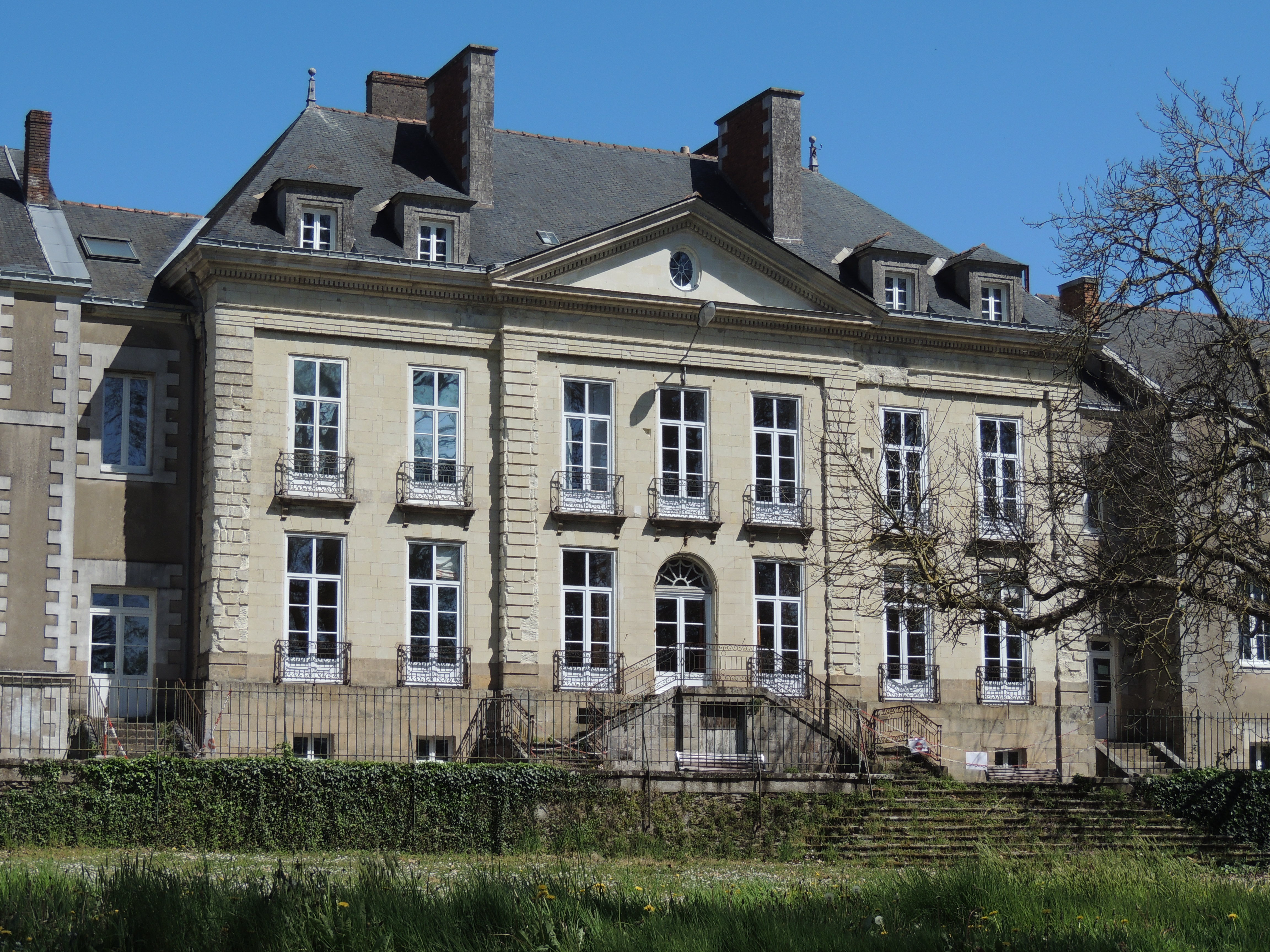
Château : Façade sud-ouest
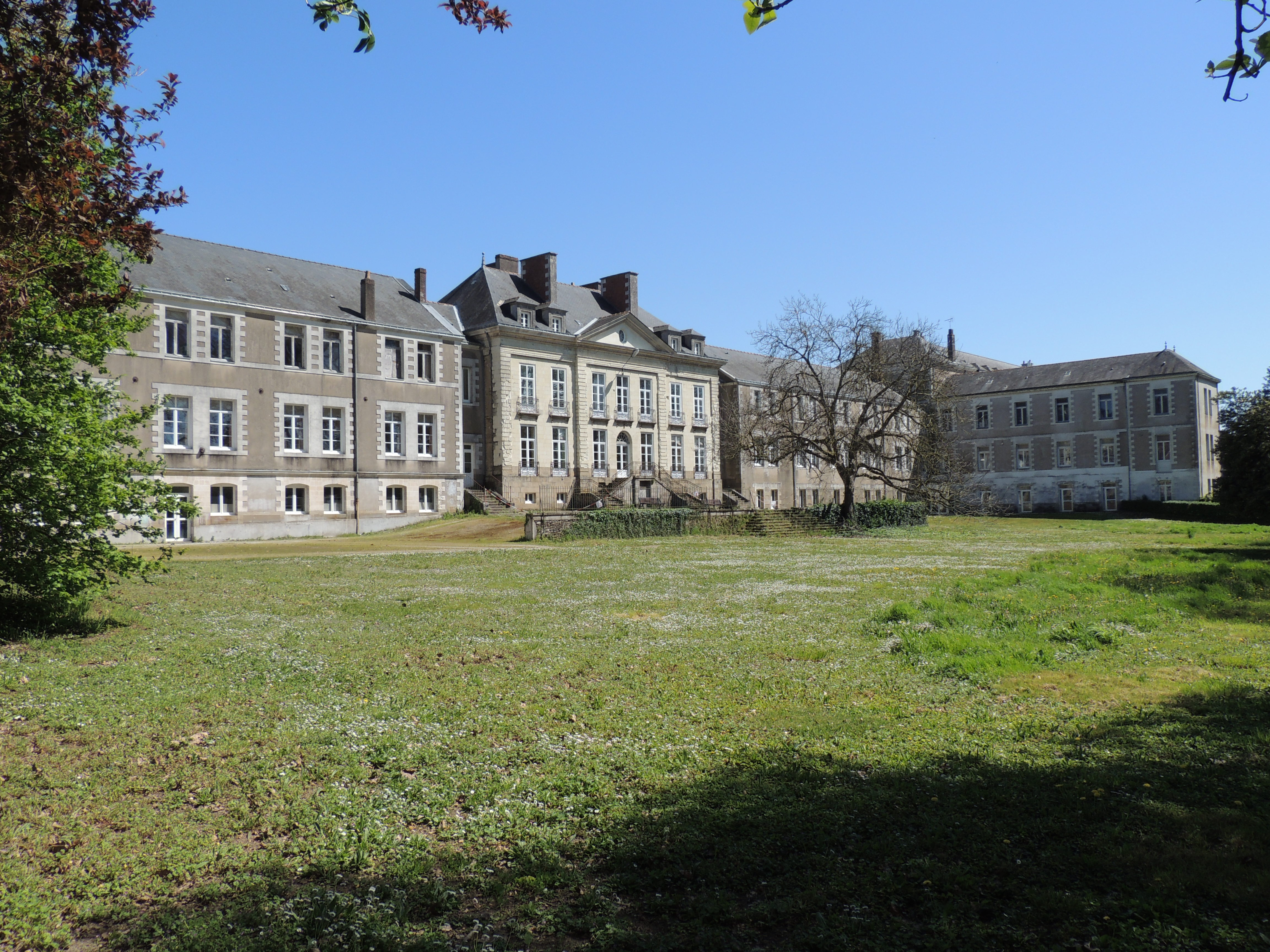
Ensemble des bâtiments : façade sud-ouest
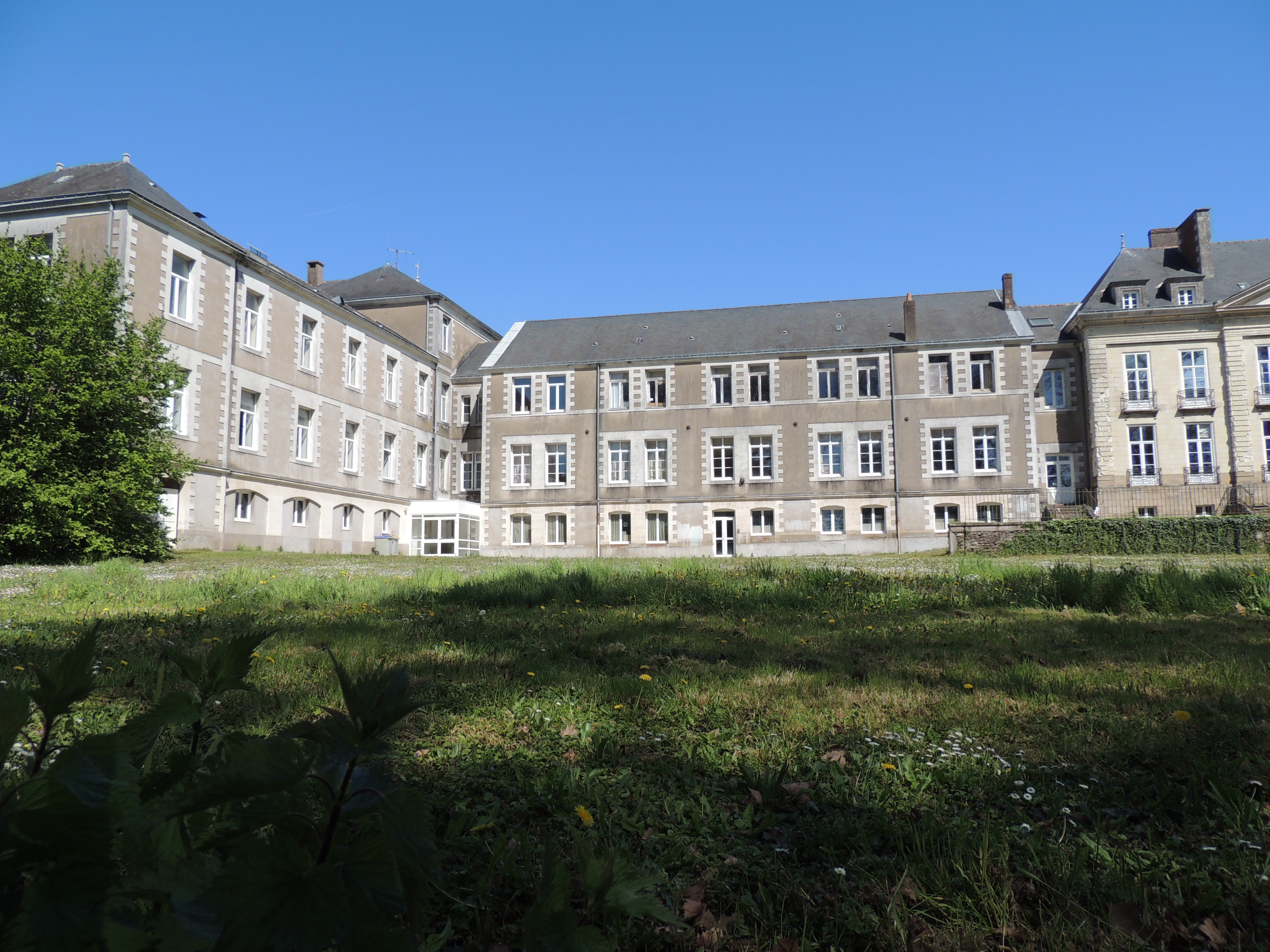
Aile nord, façade sud-ouest
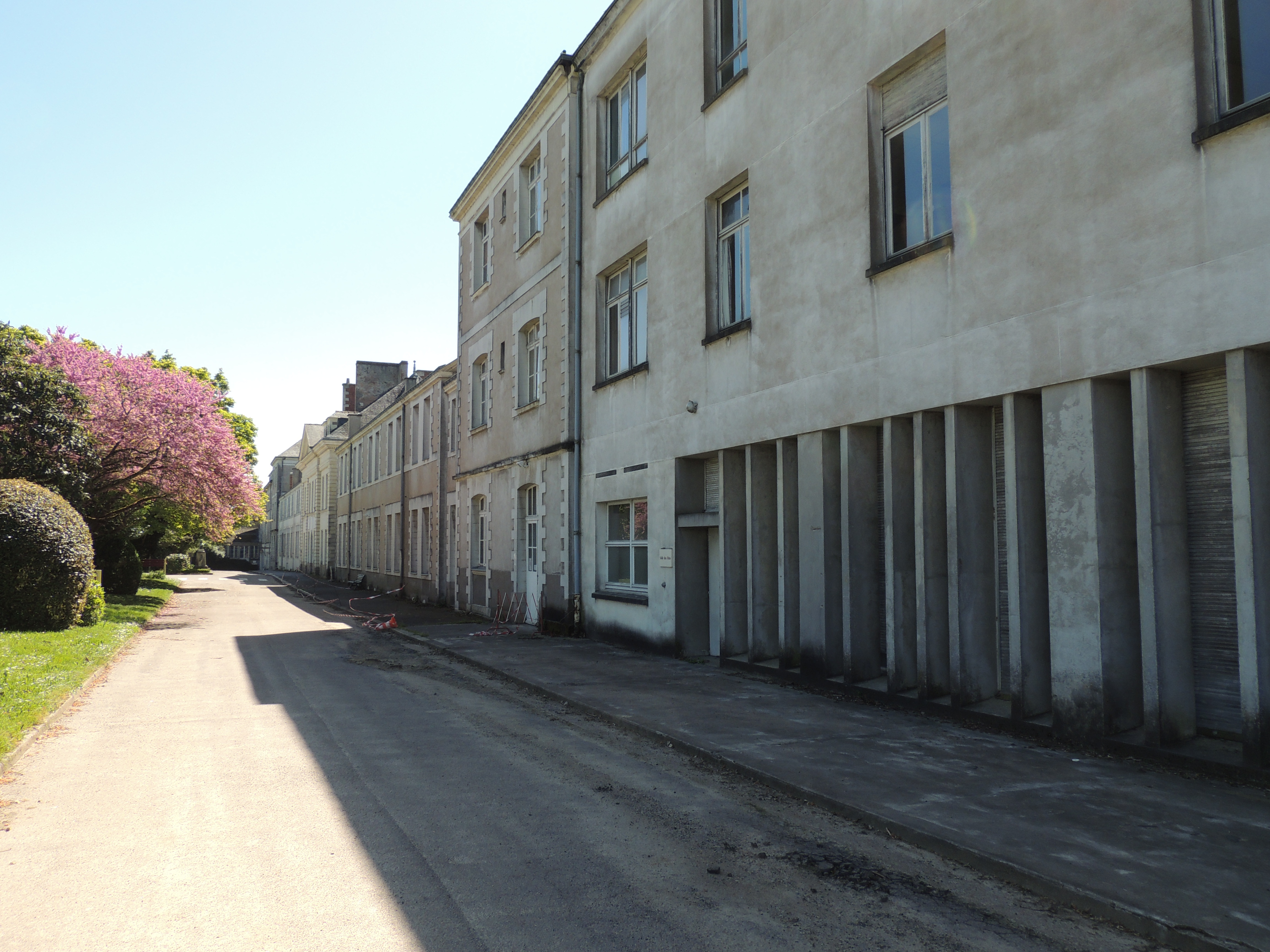
Ensemble des bâtiments : façade nord-est
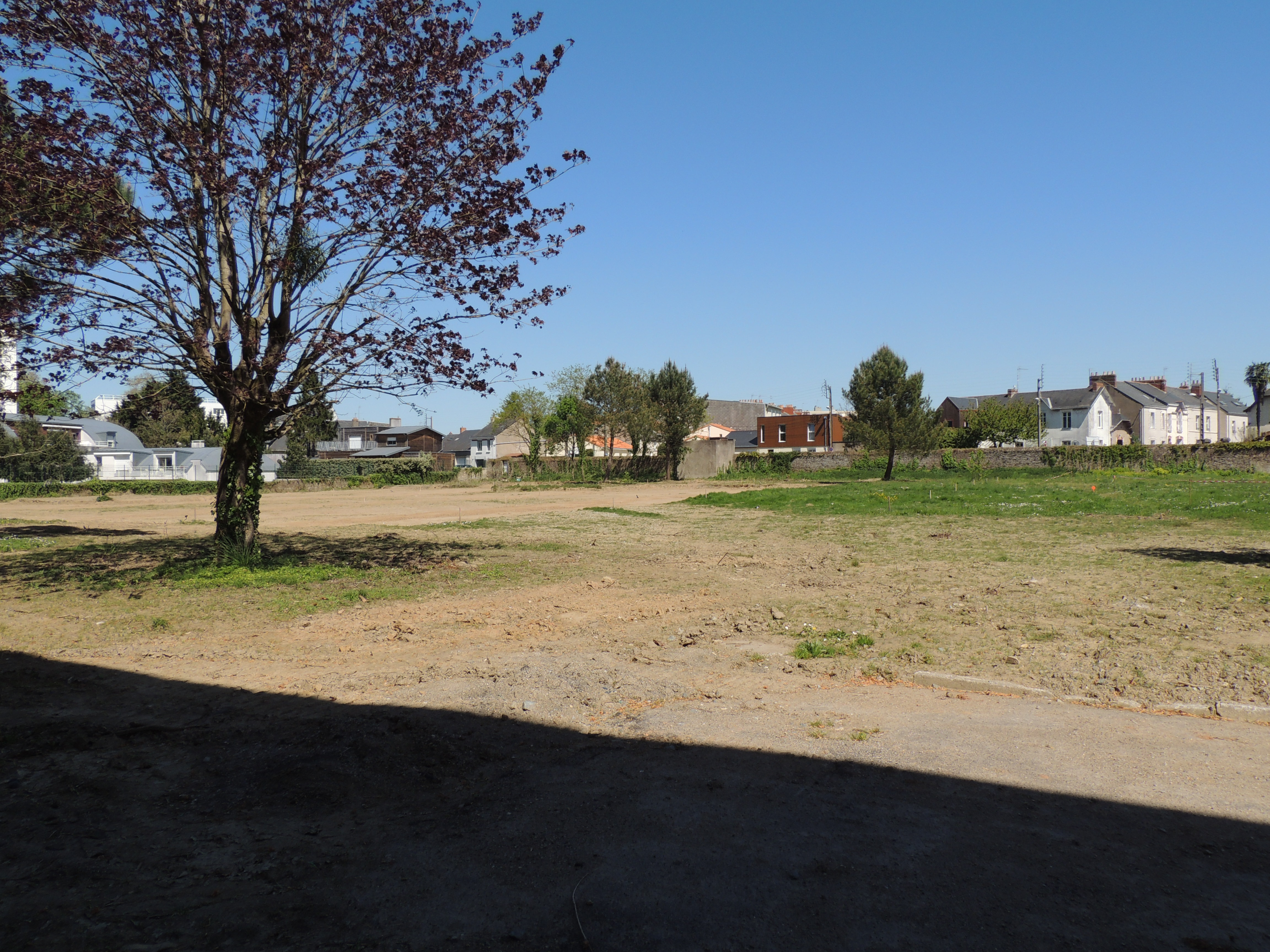
Terrain d'implantation du futur institut
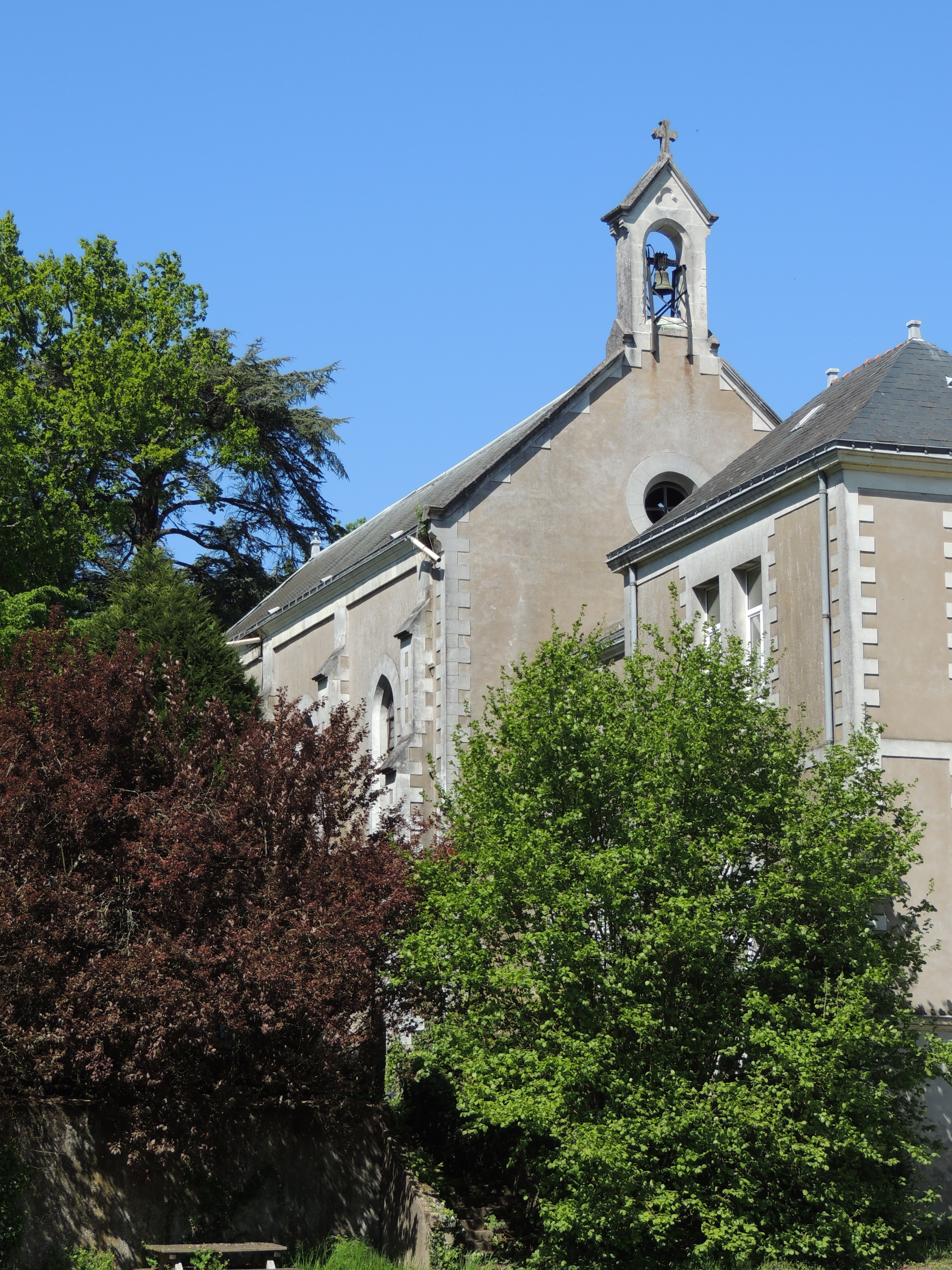
Chapelle : Clocher
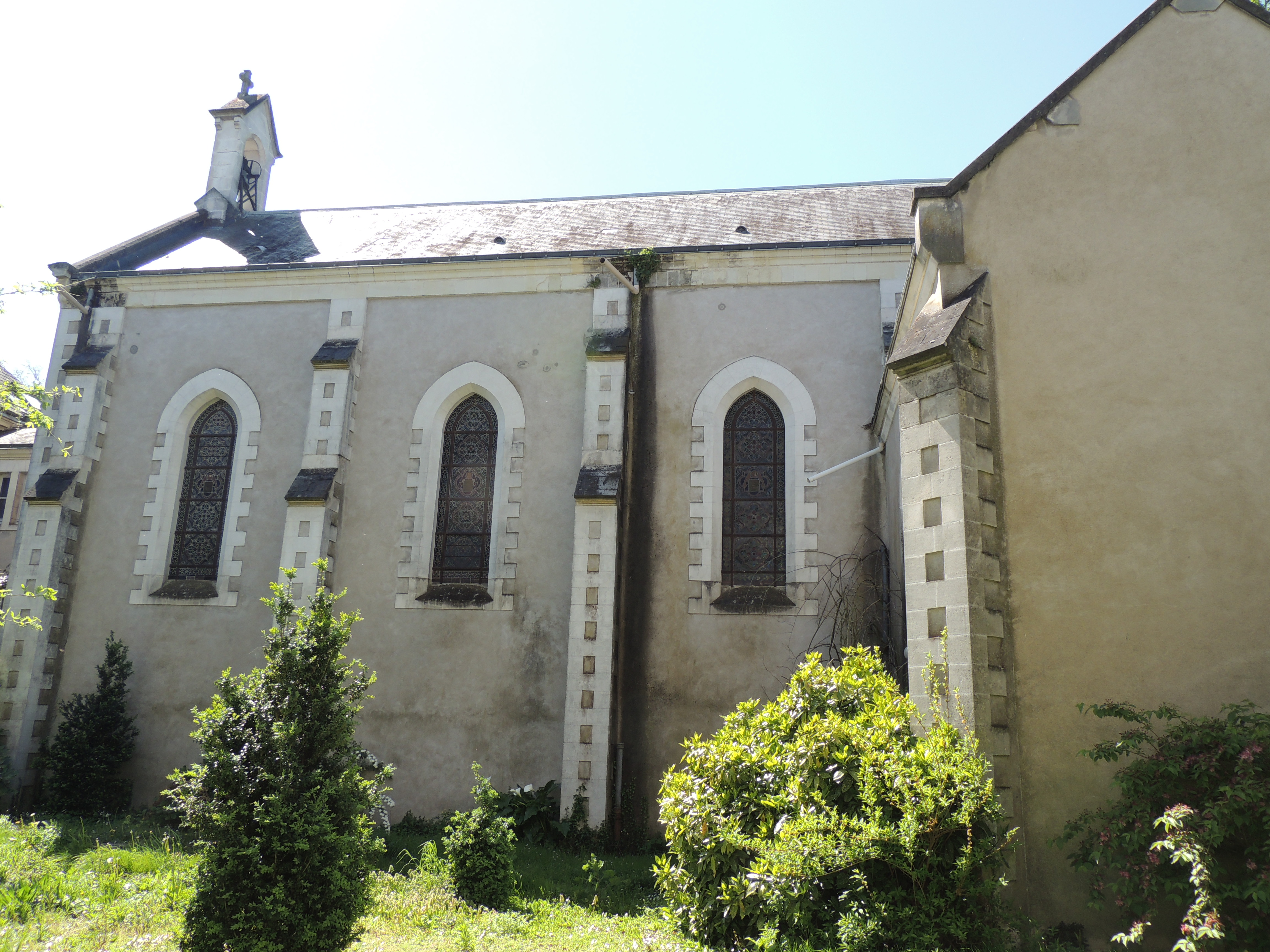
Chapelle : Façade nord-est

## Personnalités liées à l'institut
- Auguste Burgaud (1836-1895), photographe sourd, a été scolarisé à La Persagotière.
- Anna Philip (1862-1930), professeure d'anglais et infirmière britannique, a aidé les enfants aveugles et sourds de La Persagotière.
- Paul Guillard (1910-2008), homme politique, s'est investi dans l'Association de soutien Persagotière - Hauts-Thébaudières, au centre éducatif Anjorrant.
- Paul Burckel (1915-2001), résistant, personnalité de la culture sourde, militaire sourd français le plus médaillé, a été scolarisé à La Persagotière.
- Louis Yhuel (1926-1999), organiste non-voyant, arrangeur et compositeur de musique classique, a été scolarisé à La Persagotière.
- Raymond Barberot (1945-2013), directeur de publication du magazine L'Écho magazine, le mensuel des sourds, militant sourd, a été apprenti électricien à la Persagotière.
- Jean-Marie Hallégot (1985), comédien et animateur de télévision sourd, a été scolarisé à La Persagotière.

## Coordonnées des lieux mentionnés
1. ↑  Institut Les Hauts-Thébaudières : 47° 09′ 22″ N, 1° 26′ 52″ O
2. ↑  Le château de la Persagotière : 47° 11′ 32″ N, 1° 32′ 16″ O
3. ↑  La chapelle du château de la Persagotière : 47° 11′ 34″ N, 1° 32′ 19″ O